# Bombylella
Bombylella is een vliegengeslacht uit de familie van de wolzwevers (Bombyliidae). De wetenschappelijke naam van het geslacht werd voor het eerst geldig gepubliceerd in 1995 door David J. Greathead.

## Soorten
Het genus bevat de volgende soorten:

- Bombylella albosparsa (Bigot, 1892)
- Bombylella argentata (Fabricius, 1805)
- Bombylella arnoldi (Hesse, 1938)
- Bombylella atra Scopoli, 1763
- Bombylella auricoma (Bezzi, 1924)
- Bombylella delicata (Wiedemann, 1830)
- Bombylella elegans (Wiedemann, 1828)
- Bombylella firjuzana (Paramonov, 1929)
- Bombylella fusciloba (Bezzi, 1924)
- Bombylella iridis (Greathead, 1967)
- Bombylella kilimandjarica (Speiser, 1910)
- Bombylella koreana (Paramonov, 1926)
- Bombylella koreanus (Paramonov, 1926)
- Bombylella nigriloba Bezzi, 1920
- Bombylella nubilosa Yang, Yao & Cui, 2012
- Bombylella okahandjana (Hesse, 1938)
- Bombylella ornata (Wiedemann, 1828)
- Bombylella parva (Bowden, 1964)
- Bombylella plorans (Bezzi, 1920)
- Bombylella pseudargentata (Paramonov, 1929)
- Bombylella roonwali (Zaitzev, 1988)
- Bombylella rufiventris (Macquart, 1846)
- Bombylella simulans (Austen, 1937)
- Bombylella tripudians (Bezzi, 1924)
- Bombylella tuckeri (Hesse, 1938)